# 圣艾蒂安苏巴尔比斯
圣艾蒂安-苏巴尔比斯（法語：Saint-Étienne-sous-Barbuise，法語發音：[sɛ̃.t‿etjɛn su baʁbɥiz]，意为“巴尔比斯下方的圣艾蒂安”）是法国奥布省的一个市镇，位于该省北部，属于特鲁瓦区。

## 地理
圣艾蒂安-苏巴尔比斯（48°30'1"N, 4°6'33"E）面积10.84 平方千米，位于法国大東部大區奥布省，该省份为法国中北部省份，北起马恩省，西接塞纳-马恩省，西南至约讷省，东南至科多尔省，东临上马恩省。
与圣艾蒂安-苏巴尔比斯接壤的市镇（或旧市镇、城区）包括：奥布河畔阿尔西、莱格朗德沙佩勒、诺宰、圣雷米苏巴尔比伊斯、大托尔西。
圣艾蒂安-苏巴尔比斯的时区为UTC+01:00、UTC+02:00（夏令时）。

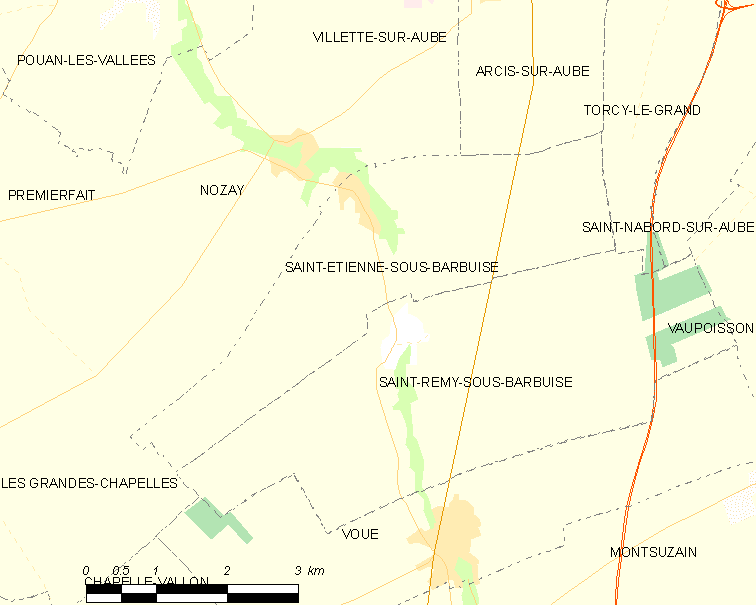
圣艾蒂安-苏巴尔比斯的OSM定位图

## 行政
圣艾蒂安-苏巴尔比斯的邮政编码为10700，INSEE市镇编码为10338。

## 政治
圣艾蒂安-苏巴尔比斯所属的省级选区为奥布河畔阿尔西县。

## 人口

1962-2008年间圣艾蒂安-苏巴尔比斯人口变化图示

圣艾蒂安-苏巴尔比斯于2022年1月1日时的人口数量为175人。